# 西科尔斯基死亡的争议
1943年7月4日，波蘭流亡政府总理、波兰军队总司令瓦迪斯瓦夫·西科尔斯基乘坐的B-24轟炸機在直布羅陀機場起飞后不久坠毁，包括西科尔斯基在内的16人遇难，仅有飞机驾驶员生还。官方称这是一起意外事故，但仍有多个阴谋理论认为事实并非如此，坠机可能是一宗成功的暗杀行动，始作俑者可能是苏联、英国，甚至可能是持异议的波兰派系。一些历史学家仍然称这是一宗神秘事件，波兰国家纪念研究所自2008年以来开始对其展开调查，截止2013年7月，这一调查仍然在持續进行。

## 西科尔斯基之死

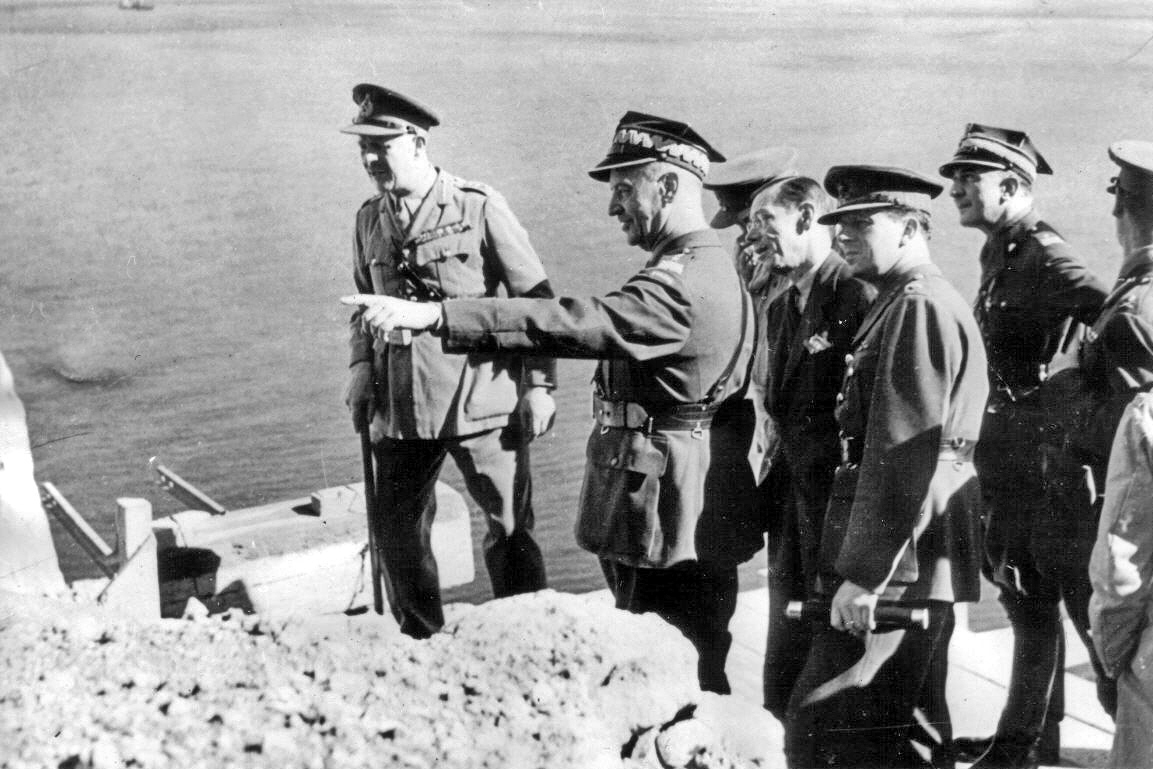
西科尔斯基在直布羅陀巨巖视察防御工事

1943年5月下旬，西科尔斯基前去视察驻扎在中东的波兰军队。视察的同时，他也试图提高当地波兰军人的士气，并处理了一些政治事务。在这段时间里，他和瓦迪斯瓦夫·安德斯将军出现了争议，主要原因在于西科尔斯基仍然对俄波关系正常化持开放态度，而安德斯对此则强烈反对。
1943年7月4日23:07，西科尔斯基乘坐的专机B-24轟炸機（序列号）从直布羅陀機場起飞后仅16秒便坠毁在大海中。西科尔斯基本人、他的女儿兼秘书苏菲娅·莱斯妮奥斯卡、參謀總長塔德乌什·克里马基少将等11名乘客和5位机组人员全部丧生，仅有飞行员爱德华·帕查尔（Eduard Prchal）生还。

## 调查与争议

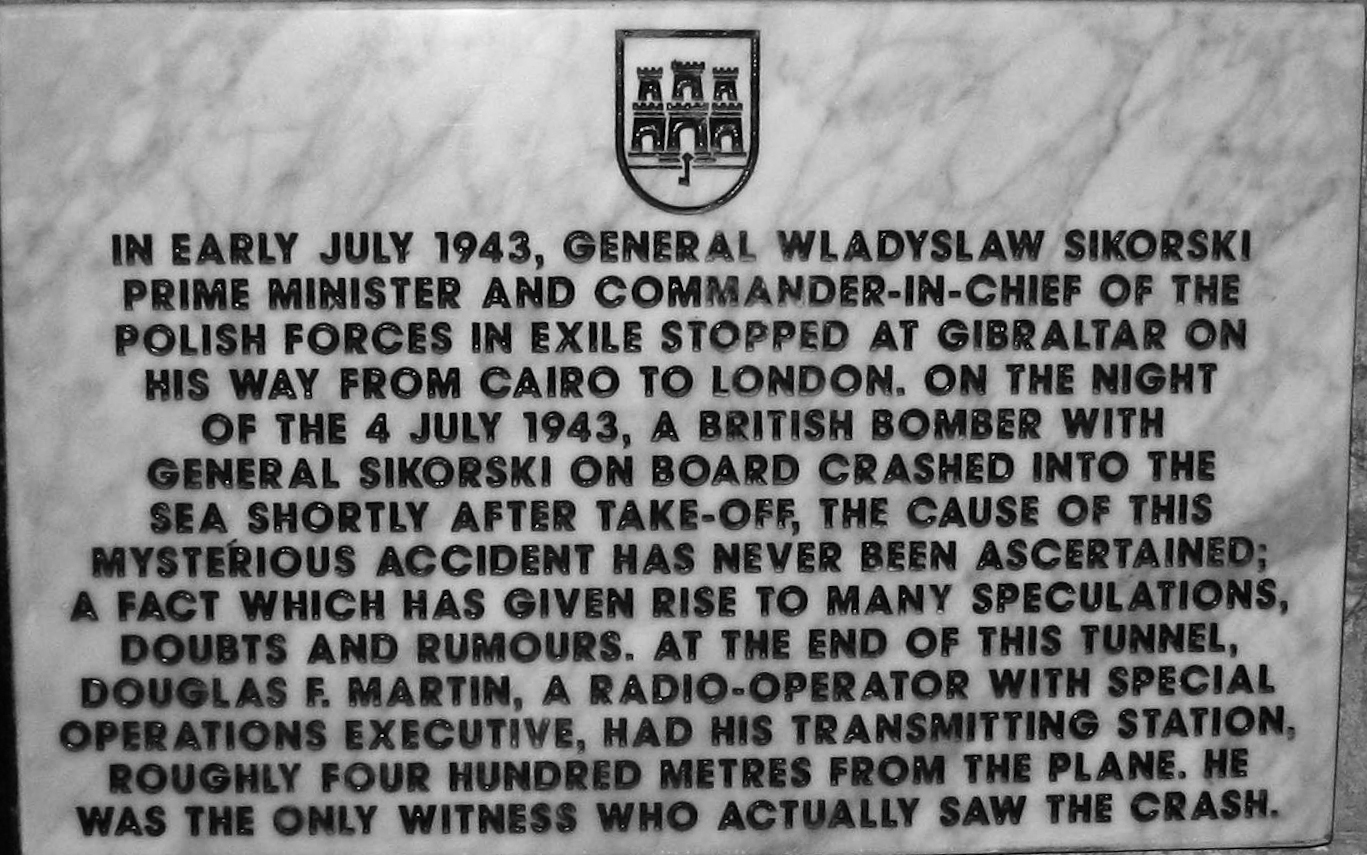
位于直布罗陀大围攻通道末端的西科尔斯基纪念牌匾。上面的文字写道：“这起神秘事故的原因尚未查明，并已引起了许多猜测、疑虑和传闻。”

1943年7月7日，一家英国调查法院开始对西科尔斯基的B-24轰炸机坠毁事件展开调查，但没能确定事件成因，只知道这是一起“因升降装置控制干扰”而引起的意外事故，“已经不可能确定这一干扰是如何引起的，但可以肯定没有任何人为破坏活动。”因为报告中尚未确定原因就已排除人为破坏的矛盾观点，波兰政府表示不认可并自行展开另一轮调查，这表明事故原因无法轻易确定。事件的政治背景加上多种特殊情况立即引起了多个对西科尔斯基的死亡并非事故的猜测，这些猜测认为事故可能是德国、苏联、英国甚至波兰内部的阴谋。
纳粹德国的宣传部门最早提出了阴谋论，认为西科尔斯基的死是英国和苏联的共同阴谋。一些现代来源仍然指出事故原因还没有完全查明，例如杰兹·简·勒斯基在他1996年出版的《波兰历史辞典》（Historical Dictionary of Poland）中的（直译为“直布罗陀巨灾”）条目中写道：“对事件的解释存在多种理论，但这个谜团从未得到彻底解决。”罗曼·沃平斯基在他1997年出版的《波兰传记辞典》中的西科尔斯基传记条目中指出，还没有发现任何存在不当行为的确凿证据，西科尔斯基的死亡已经被正式列为是一起事故。无论是在波兰还是其他国家，均有围绕西科尔斯基之死未解之谜进行探讨的历史学或主流媒体出版物面世。波兰历史学家安德里·贾里奇（Andrzej Garlicki）于2009年针对这些传闻发表了与历史学家马里安·卡基尔（Marian Kukiel）类似的评论，所有关于西科尔斯基之死的阴谋论都是些不负责任的虚构。
2008年，波兰国家纪念研究所开始对事件进行正式调查。西科尔斯基的遗体被挖掘出来后由波兰科学家验尸，2009年公布的结论认为死者因伤势过重而死，这与空难的情况相符，同时也没有任何证据显示西科尔斯基是被谋杀的，因此所谓他是坠机前先被枪杀或勒死的理论均不成立。不过波兰国家纪念研究所仍在对是否存在人为破坏行为进行调查。截止2013年7月，这场调查仍在继续。波兰国家纪念研究所的其中一位历史学家马切伊·科尔库奇（Maciej Korkuć）曾声称“许多事实表明（这是）一次暗杀”，而另一位历史学家安德鲁·法尔巴（Andrzej Chwalba）则指出这一说法没有足够的证据支撑。他还批评了一些英国和西班牙文档仍然保密，妨碍了对事件的调查。

## 其他解释和阴谋论

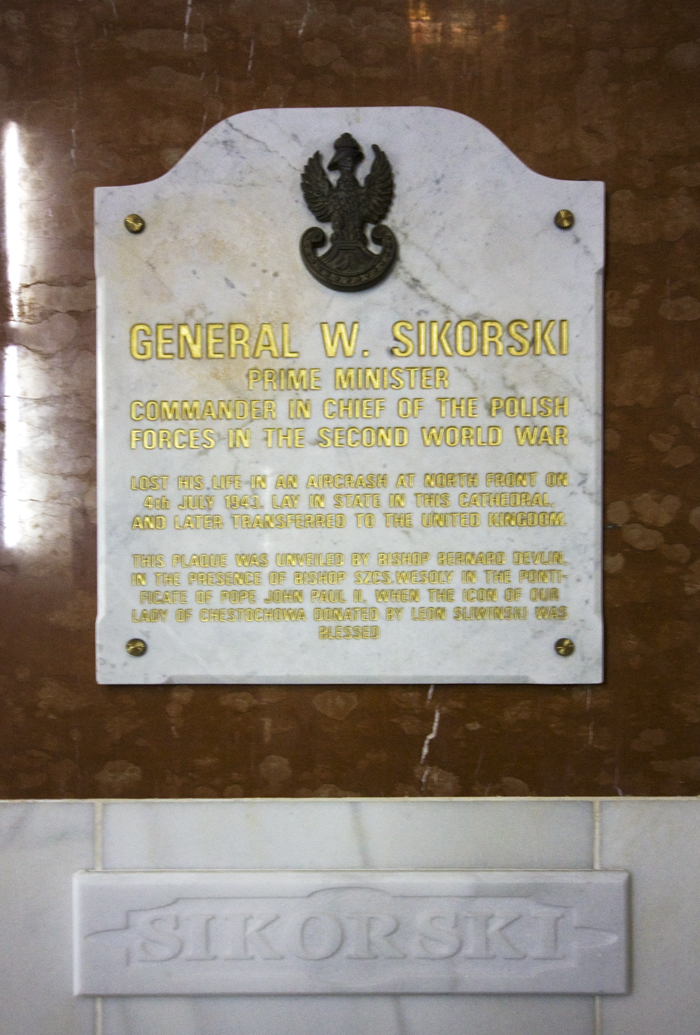
位于直布罗陀圣母加冕主教座堂的波兰总理瓦迪斯瓦夫·西科尔斯基纪念牌匾。

自事故发生之日起，飞机上确切的乘客和载货清单就存在着不确定性，这导致坠机地点所发掘出的尸体难以确定真实身份，包括西科尔斯基女儿苏菲娅在内的多具遗体都一直没有找到。由于西科尔斯基多名随行人员的尸体一直没找到，所以也就有多人无法确认其是否已经死亡，记者兼业余历史学家达留施·巴里谢斯基（Dariusz Baliszewski）就提出有些人可能是还在地面上时就已遭谋杀的推断，还有人认为他们可能遭到苏联的绑架。
巴里谢斯基和塔德乌希·基什勒乌斯基（Tadeusz Kisielewski）指出，苏联有在直布罗陀进行这一绑架的机会。西科尔斯基的飞机未经保护地留在直布罗陀机场期间，一架苏联飞机也停在旁边，机上载有苏联大使伊万·麦斯基，所以这可以正式确定，苏联人有出现在事故发生地点。金·費爾比是英国秘密情報局1941至1944年伊比利亚半岛反情报分部的主管，他曾于1963年叛变后声称自己从1940年代开始就是苏联的双重间谍。1941年前，费尔比就曾担任特别行动执行部门的导师，这个组织专门在敌后进行破坏和干扰活动。
有传言认为西科尔斯基的女儿苏菲娅可能因其重要身份而遭到绑架，波兰精英突击队（Cichociemni）成员塔德乌斯·科布林斯基于1945年报告称自己在一个苏联古拉格看到了苏菲娅，科布林斯基曾在1945或1946年集结波蘭家鄉軍人员执行一项旨在营救苏菲娅·莱斯妮奥斯卡的任务，但在边境时被苏联间谍俘虏，从此沓无音讯。
另一项争议围绕的是机上唯一的幸存者，捷克军官爱德华·帕查尔。帕查尔与许多飞机员一样平常开飞机时都不愿穿救生衣，以免招来霉运。但这一次当他从海上获救时，身上却穿了一件。调查过程中他否认自己穿了救生衣，之后又称是坠机的冲撞影响了他的行为和记忆，换言之，他声称自己有失忆症状。之后他又解释称，自己肯定是在意识到飞机出了问题时本能性地穿上救生背心的。波兰航空专家耶茨·马里亚克（Jerzy Maryniak）对坠机过程进行模拟后得出结论，飞机在坠毁前一直都有没有失去控制。基什勒乌斯基认为，飞机可能是由副驾驭在进行控制，后者最终也在坠机时丧生。
还有一些阴谋理论指向英国、纳粹德国和波兰内部，这其中最引人注目的是1967年一位很有争议的英国历史学作家大衛·艾文在针对这一事件出版的新书中指出，英国是事件的同谋。
前荷兰皇家航空飞行员，曾担任一届国际航空公司飞行员协会主席的波兰籍人士简·巴特尔斯基（Jan Bartelski）在他出版的书籍《空中灾难》（Disasters in the Air）中表示，解放者II型的坠毁是因为一个只装了一半满的邮包卡在了升降舵和水平尾翼之间，导致飞机控制系统失灵，起飞后无法达到所需要的海拔高度。这个邮包原本放在货舱中，但在前起落架舱门的强大气流冲击下从飞机侧舱门炸了出去。

## 流行文化
1958年的英国电影《无声的敌人》中就描绘了西科尔斯基所乘飞机坠毁的事件，片中由莱昂内尔·“巴斯特”·克拉布带领的一队英国皇家海军潜水员负责到失事飞机上寻找西科尔斯基的一个公文包，莱昂内尔之后于1956年在一艘苏联军舰附近潜水时神秘失踪。
1968年，德国作家罗尔夫·霍赫胡特创作的舞台剧《士兵，日内瓦讣告》（Soldaten. Nekrolog auf Genf）在伦敦首演。该剧从大卫·艾文的作品中获得了部分灵感，其中作出温斯顿·丘吉尔参与了谋害波兰总理阴谋这样耸人听闻的指控。在霍赫胡特的剧作中，西科尔斯基被手持斧头的英国突击队员谋杀。
2009年上映的波兰电影《将军之死》讲述了西科尔斯基在飞机失事前几天的经历，侧重描述了一个针对他的暗杀阴谋。